# Henry Prittie (1er baron Dunalley)
Henry Prittie, 1er baron Dunalley (3 octobre 1743 - 3 janvier 1801) est un pair irlandais et membre du Parlement. 

## Biographie
Il est le fils de Henry Prittie. Il est élu à la Chambre des communes irlandaise pour Banagher en 1767, un siège qu'il occupe jusqu'en 1768. Il représente ensuite Gowran de 1769 à 1776 et Tipperary de 1776 à 1790. Il est nommé haut shérif de Tipperary en 1770. Il est élevé à la Pairie d'Irlande en tant que baron Dunalley, de Kilboy, dans le comté de Tipperary le 31 juillet 1800. 
Lord Dunalley épouse Catherine Sadlier, fille de Francis Sadlier. Ils ont sept enfants : 
- Henry Sadleir, qui devient le 2e baron Dunalley (3 mai 1775 - 10 octobre 1854)
- Francis Aldborough Prittie (4 juin 1779 - 8 mars 1853), épouse Martha Hartpole (décédée en 1802) fille de Cook Otway, et se remarie avec Elizabeth Ponsonby (décédée le 11 janvier 1849), ils ont six enfants dont Henry Prittie (janvier 1807- 10 septembre 1885) le 3e baron Dunalley.
- Catherine (décédée le 13 novembre 1855)
- Deborah (décédée le 8 juin 1829)
- Marie (décédée le 12 février 1859)
- Martha (décédée le 13 janvier 1820)
- Elizabeth (décédée le 20 avril 1802)

Le baron Dunalley est décédé en mai 1801, à l'âge de 57 ans, et son fils Henry lui succède comme baron. Lady Catherine est décédée le 26 février 1821. 